# Some Might Say
Some Might Say är en låt skriven av Noel Gallagher och lanserad av Oasis 1995. Låten blev gruppens första brittiska singeletta, och den var första singel från albumet (What's the Story) Morning Glory? som då ännu inte lanserats. Det var den sista låten som spelades in med trummisen Tony McCaroll innan han inför resten av albumet ersattes av Alan White. Låten finns med på samlingsskivorna Stop the Clocks och Time Flies... 1994–2009. Alla b-sidorna togs senare med på samlingen The Masterplan.
Singelskivans omslag består av ett foto från Cromfords järnvägsstation i Derbyshire.

## Listplaceringar
| Lista (1995)   | Position             |
| -------------- | -------------------- |
| Danmark        | 19 ("Tjeklisten")    |
| Finland        | 9                    |
| Irland         | 3                    |
| Island         | 3                    |
| Storbritannien | 1 (UK Singles Chart) |
| Sverige        | 7 (Topplistan)       |